# Soda à l'orange

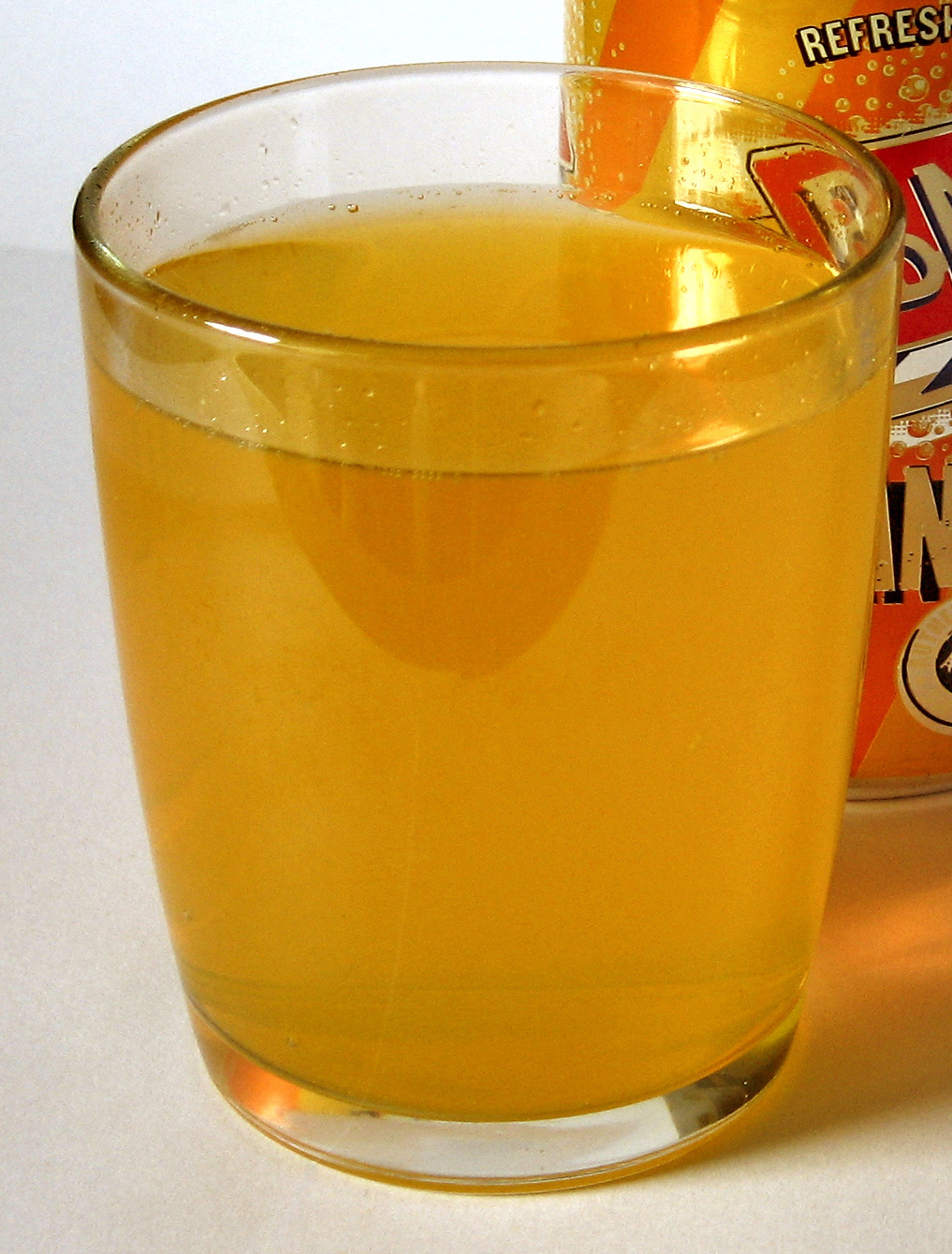
Un verre d'orangeade Barr.

Le soda à l'orange, aussi nommé boisson gazeuse à l'orange ou orangeade au Canada, est une boisson gazéifiée à l'orange. 
Du colorant, des arômes et beaucoup de sucre sont ajoutés, souvent au détriment de vrai jus d'orange.
La plupart des boissons commercialisées contient une grande quantité de benzoate de sodium,, ce qui donne souvent un léger goût métallique à la boisson. D'autres additifs peuvent aussi être ajoutés, comme la colophane et de l'hexamétaphosphate de sodium. De l'huile végétale bromée peut même être ajoutée, ce qui peut avoir des effets néfastes sur la santé.
Le terme « orangeade » est construit sur le modèle de limonade, avec le mot orange et le suffixe -ade. Dans son acception recommandée, le terme désigne une boisson non gazéifiée constituée de jus d'orange, d'eau et de sucre[réf. nécessaire].

## Listes de marques de soda à l'orange
- Appelsín, une boisson gazeuse populaire de l'Islande
- Aranciata de San Pellegrino
- AriZona
- Barr Orangeade
- Cactus Cooler
- Cadbury Schweppes
- Celeste soda à l'orange
- Cplus à l'orange (Canada)
- Dr. Brown's à l'orange
- Fanta Orange
- Faygo
- Jaffa, populaire en Suisse et en Finlande.
- Jarritos, Barrilitos (Mexique)
- Jones Soda Co.
- Kas Naranja (par PepsiCo en Espagne, Mexique et France)
- Lorina
- Minute Maid à l'orange (par Coca-Cola)
- Mirinda à l'orange
- Mountain Dew LiveWire (par PepsiCo)
- Naranjad
- Nehi
- Nesbitt's
- Orange Crush (Canada)
- Orange Dream
- Orangette
- Orangina
- Royal Crown
- Royal Tru-Orange (Philippines)
- Schin Laranja
- Slice
- Stewart's Orange'n Cream
- Sumol (Portugal)
- Sunkist
- Tango
- Soda à l'orange Tropicana (par PepsiCo)
- TruAde
- Yedigün (par PepsiCo)